# Dajna
Die  Dajna [dajˈna] (deutsch: Deine) ist ein linker Zufluss der Guber in der polnischen Woiwodschaft Ermland-Masuren.

## Geografie

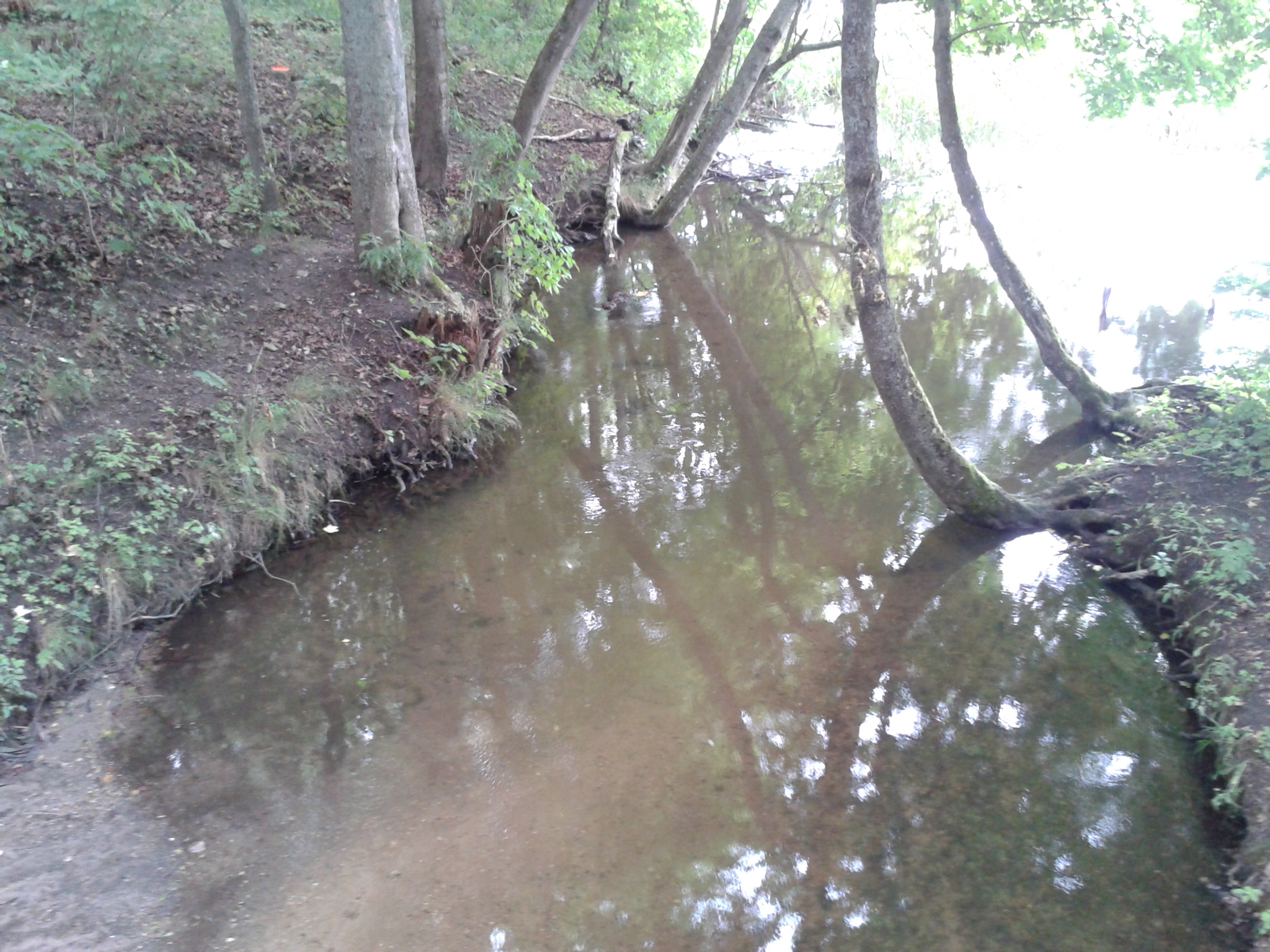
Mündung der Dajna in den Jezioro Czos

Der 55 km lange Fluss entspringt aus dem See Jezioro Wągiel bei dem Ort Piecki (Peitschendorf, Gmina Piecki) am Westrand des Landschaftsschutzparks Mazurski Park Krajobrazowy. Auf seinem Lauf nach Norden durchfließt er mehrere Seen der Sensburger Rinne, so den Jezioro Wierzbowskie, den Jezioro Czos (Schoßsee), fließt an der Stadt Mrągowo (Sensburg) vorbei, weiter die Seen Jezioro Juno (Juno-See), Jezioro Kiersztanowskie (Kerstinower See, 1938 bis 1945: Kerstensee) und Jezioro Dejnowo bis zur Mündung in die Guber bei dem Dorf Biedaszki (Biedasken, später Groß Neuhof) (Gmina Kętrzyn) (Rastenburg, polnisch 1945–1946 Rastembork). Das Einzugsgebiet wird mit 345,5 km² angegeben.